# Мимата
Мимата (яп. 三股町 Мимата-тё:) — посёлок в Японии, находящийся в уезде Китамороката префектуры Миядзаки. Площадь посёлка составляет 110,01 км², население — 25 430 человек (1 августа 2014), плотность населения — 231,16 чел./км².

## Географическое положение
Посёлок расположен на острове Кюсю в префектуре Миядзаки региона Кюсю. С ним граничат города Миядзаки, Мияконодзё, Нитинан.

## Население
Население посёлка составляет 25 430 человек (1 августа 2014), а плотность — 231,16 чел./км². Изменение численности населения с 1980 по 2005 годы:
| 1980 | 17 713 чел. |  |
| 1985 | 18 832 чел. |  |
| 1990 | 21 011 чел. |  |
| 1995 | 22 941 чел. |  |
| 2000 | 24 056 чел. |  |
| 2005 | 24 545 чел. |  |

## Символика
Деревом посёлка считается гинкго, цветком — Rhododendron indicum, птицей — Emberiza cioides.